# Alyssum stipitatum
Alyssum stipitatum är en korsblommig växtart som beskrevs av Kavousi och T.D. Dudley. Alyssum stipitatum ingår i släktet stenörter, och familjen korsblommiga växter. Inga underarter finns listade i Catalogue of Life.